# Sierakowice (gromada w powiecie kartuskim)
Sierakowice – dawna gromada, czyli najmniejsza jednostka podziału terytorialnego Polskiej Rzeczypospolitej Ludowej w latach 1954–1972.
Gromady, z gromadzkimi radami narodowymi (GRN) jako organami władzy najniższego stopnia na wsi, funkcjonowały od reformy reorganizującej administrację wiejską przeprowadzonej jesienią 1954 do momentu ich zniesienia z dniem 1 stycznia 1973, tym samym wypierając organizację gminną w latach 1954–1972.
Gromadę Sierakowice z siedzibą GRN w Sierakowicach utworzono – jako jedną z 8759 gromad na obszarze Polski – w powiecie kartuskim w woj. gdańskim na mocy uchwały nr 17/III/54 WRN w Gdańsku z dnia 5 października 1954. W skład jednostki weszły obszary dotychczasowych gromad Paczewo i Sierakowice, ponadto osada Jelonko z dotychczasowej gromady Tuchlino oraz miejscowość Migi z dotychczasowej gromady Pałubice – ze zniesionej gminy Sierakowice w tymże powiecie. Dla gromady ustalono 27 członków gromadzkiej rady narodowej.
1 stycznia 1960 do gromady Sierakowice włączono obszar zniesionej gromady Mojusz w tymże powiecie.
1 stycznia 1962 do gromady Sierakowice włączono obszar zniesionej gromady Kamienica Królewska w tymże powiecie.
31 lipca 1968 do gromady Sierakowice włączono obszar zniesionej gromady Puzdrowo w tymże powiecie.
1 stycznia 1972 do gromady Sierakowice włączono obszar zniesionej gromady Gowidlino w tymże powiecie.
Gromada przetrwała do końca 1972 roku, czyli do kolejnej reformy gminnej. 1 stycznia 1973 w powiecie kartuskim w woj. gdańskim reaktywowano zniesioną w 1954 roku gminę Sierakowice (od 1999 w woj. pomorskim).